# Amatlán de los Reyes
Amatlán de los Reyes è una municipalità dello stato di Veracruz, nel Messico centrale, il cui capoluogo è la località omonima.
Conta 45.430 abitanti (2015) e ha una estensione di 151,5 km². 		
Il nome della località significa luogo ricco di fichi.